# Katalin Karikó
Katalin Karikó (Szolnok, 17 januari 1955) is een Hongaarse biochemicus en Nobelprijswinnaar die gespecialiseerd is in immunologische toepassingen van ribonucleïnezuur (RNA). Ze was medeoprichter en CEO van RNARx van 2006 tot 2013. Sinds 2013 is ze senior vice-president bij BioNTech RNA Pharmaceuticals. Ze is ook adjunct-professor aan de University of Pennsylvania.
Karikó's onderzoek naar de toepassing van RNA in vaccins begon al in de jaren 1990. Samen met de Amerikaanse immunoloog Drew Weissman ontdekte ze dat bepaalde modificaties aan de basenstructuren van RNA ervoor zorgt dat het RNA zonder ontstekingsgevaar in het lichaam geïnjecteerd kan worden. Dankzij deze doorbraak werd therapeutisch gebruik van mRNA mogelijk. De technologie werd verder doorontwikkeld en in 2020 goedgekeurd door BioNTech en Moderna om hun COVID-19-vaccins te ontwikkelen.
De door Karikó ontwikkelde technologie en de vaccins die daarop zijn gebaseerd, vormden de basis voor de strijd tegen de wereldwijde verspreiding van het coronavirus. Haar werk droeg bij aan het succesvol indammen van de pandemie. In 2023 werd haar werk, samen met dat van Drew Weismann, bekroond met de Nobelprijs voor Geneeskunde.

## Levensloop

### Carrière
Karikó voltooide een Ph.D aan de Hongaarse Szeged Universiteit en werd vervolgens postdoctoraal onderzoeker aan het Biological Research Center van de Hongaarse Academie van de Wetenschappen in Szeged. Omdat de financiering van het onderzoekslaboratorium ophield, besloot Karikó in 1985 om met haar man en hun tweejarige dochter naar de Verenigde Staten te emigreren. Tussen 1985 en 1988 was ze postdoctoraal fellow aan de Temple University in Philadelphia. Karikó was toen betrokken bij baanbrekende klinische tests waarbij patiënten met AIDS, bloedziektes, of chronischevermoeiheidssyndroom behandeld werden met dubbelstrengs RNA (dsRNA). 
In 1989 begon ze als onderzoeker aan de Universiteit van Pennsylvania waar ze met cardioloog Elliot Barnathan aan Messenger RNA (mRNA) werkte. In 1990, toen ze adjunct-professor was aan de Perelman School of Medicine aan de Universiteit of Pennsylvania, diende Karikó voor het eerst een projectvoorstel in voor mRNA-gebaseerde gentherapy. Sindsdien heeft ze voornamelijk daaraan gewerkt. Door gebrek aan financiering voor haar onderzoek verloor ze in 1995 haar tenure track en werd ze geen hoogleraar zoals wel de bedoeling was. Ze zette echter wel door met haar onderzoek en kwam in 1997 toevallig hoogleraar immunologie Drew Weissman tegen. Deze ontmoeting leidde tot een belangrijke samenwerking en uiteindelijk tot de mRNA-vaccins. 
Karikó kwam op haar belangrijkste idee toen ze focuste op de vraag waarom transfer RNA dat gebruikt werd in een controle-experiment, niet dezelfde immuunreactie opriep als het in het hoofdexperiment gebruikte messenger RNA. De cruciale ontdekking van een chemische modificatie van mRNA die het niet-immunogeen maakt werd niet geaccepteerd voor publicatie in de wetenschappelijke tijdschriften Nature en Science, maar uiteindelijk wel gepubliceerd in het kleinere tijdschrift Immunity. In een reeks artikelen, gepubliceerd vanaf 2005, beschreven Karikó en Weissman hoe specifieke nucleotide wijzigingen in mRNA leiden tot een verminderde immunorespons. Ze richtten een kleine onderneming op waarmee ze in 2006 and 2013 patenten binnenhaalden, maar de universiteit verkocht het intellectuele eigendom al snel aan Gary Dahl, hoofd van een laboratoriumbevoorradingsbedrijf dat uiteindelijk Cellscript werd. Enkele weken later legde Flagship Pioneering, een durfkapitaalbedrijf achter de farmaceut Moderna, contact met Karikó om de patentrechten vast te leggen, maar het enige antwoord van Karikó was "we don't have it".
Begin 2013 had Karikó lucht gekregen van een miljoenendeal van Moderna met AstraZeneca. Ze realiseerde zich dat ze binnen de universiteit geen kans zou krijgen om haar ervaring met mRNA te gelde te maken en werd daarom vicepresident van BioNTech RNA Pharmaceuticals.

### Persoonlijk
Karikó is de moeder van olympisch kampioene roeien Susan Francia.

## Patenten
US8278036B2 & US8748089B2 

## Prijzen, onderscheidingen en eerbetoon

### 1975 – 2020
- 1975 – 1978: Népköztársasági ösztöndíj
- 2009: Kisújszállás városának Tiszteletbeli Polgára
- 2020: Kisújszállás díszpolgára
- 2020: Public Media Person Of The Year Award
- 2020: Rosenstiel Award

### 2021
- 2021: American Academy of Achievement’s Golden Plate Award presented by Awards Council member Frances Arnold
- 2021: Albany Medical Center Prize
- 2021: Bill Foege Award
- 2021: Bolyai Prize
- 2021: Building the Foundation Award
- 2021: Fodor József Plaque
- 2021: For Human Dignity Award
- 2021: Forbes No. 1 (entrepreneurs, leaders, scientists, creators; 50+)
- 2021: Golden Goose Award
- 2021: Grande Médaille
- 2021: Hawking Lecture Cambridge
- 2021: ereburger van Csongrád-Csanád
- 2021: ereburger van Szeged
- 2021: eredoctoraat Duke University
- 2021: eredoctoraat Universiteit van Szeged
- 2021: Hungarian Spirit Award
- 2021: Janssen Award
- 2021: Jedlik Ányos Award
- 2021: John Scott Medal
- 2021: Keio Prize
- 2021: Lasker-DeBakey Clinical Medical Research Award
- 2021: Louisa Gross Horwitz Prize
- 2021: National Inventors Hall of Fame
- 2021: New York Academy of Medicine
- 2021: Novo Nordisk-prijs
- 2021: Prince Mahidol Award in het vakgebied medicijnen
- 2021: Princess of Asturias Award in de categorie wetenschappelijk onderzoek
- 2021: Princess Marina Sturdza Award
- 2021: Reichstein Medal
- 2021: Research!America 2021 Outstanding Achievement in Public Health Awards
- 2021: Semmelweis Prize
- 2021: Straub Plaque
- 2021: Széchenyi Prize
- 2021: Theodor Boveri Award
- 2021: Time 100
- 2021: Time Heroe of the Year 2021. According to the magazine's praise, in their research, Katalin Karikó, Kizzmekia Corbett, Barney Graham and Drew Weissman 'channeled their ambitions to the common good, talked to one another and trusted in facts'.
- 2021: Wilhelm Exner Medal
- 2021: German Future Prize
- 2021: Asteroid 166028 Karikókatalin, discovered by Hungarian astronomers Krisztián Sárneczky and Zsuzsanna Heiner at the Piszkéstető Station in 2002, was named in her honor.
- 2021: Debrecen Award for Molecular Medicine

### 2022
- 2022: Breakthrough Prize in Life Sciences
- 2022: Duitse Immunologie-prijs
- 2022: L'Oréal-UNESCO For Women in Science Award
- 2022: Paul Ehrlich en Ludwig Darmstaedter-prijs
- 2022: Vilcek Prize for Excellence in Biotechnology
- 2022: eredoctoraat Radboud Universiteit Nijmegen

### 2023
- 2023: Nobelprijs voor Geneeskunde (samen met Drew Weissman)

### Media
In april 2021 besteedde The New York Times aandacht aan haar carrière en baanbrekend onderzoek dat leidde tot de mRNA-vaccins die geïntroduceerd zijn om de COVID-19-pandemie te bestrijden. Op 10 juni 2021 was The Daily-podcast van The New York Times gewijd aan Karikó's carrière, met een nadruk op de vele uitdagingen die ze moest overwinnen om erkenning te krijgen voor haar onderzoek.